# Christen Christiansen Raunkiaer
Christen Christensen Raunkiær (Lyhne, municipi de Ringkøbing-Skjern 29 de març de 1860 – Copenhaguen, 11 de març de 1938) va ser un botànic danès, que va ser un pioner en l'ecologia vegetal. És recordat principalment pel seu sistema que descriu les estratègies de les plantes per a sobreviure a les estacions desfavorables (formes vitals de Raunkier) i la seva demostració sobre que l'abundància relativa d'estratègies en les flores correspon a grans trets amb les zones climàtiques de la Terra. El sistema de formes vitals de raunkier encara es fa servir àmpliament i és precursor dels sistemes més moderns com el Sistema CSR de J. Philip Grime.

## Biografia
Va néixer en una petita granja anomenada Raunkiær, en la parròquia administrativa de Lyhne a l'oest de Jutlàndia, Dinamarca. El seu cognom el va agafar del nom de la granja. Va ser el successor d'Eugen Warming com a professor de botànica a la Universitat de Copenhaguen i de director del jardí botànic de Copenhaguen entre 1912 i 1923. Es va casar amb la pintora Ingeborg Raunkiær (1863-1921), qui l'acompanyà en els seus viatges botànics al carib i Mediterrani i va fer dibuixos de les plantes. Es van divorciar el 1915 quan morí el seu fill Barclay Raunkiær.

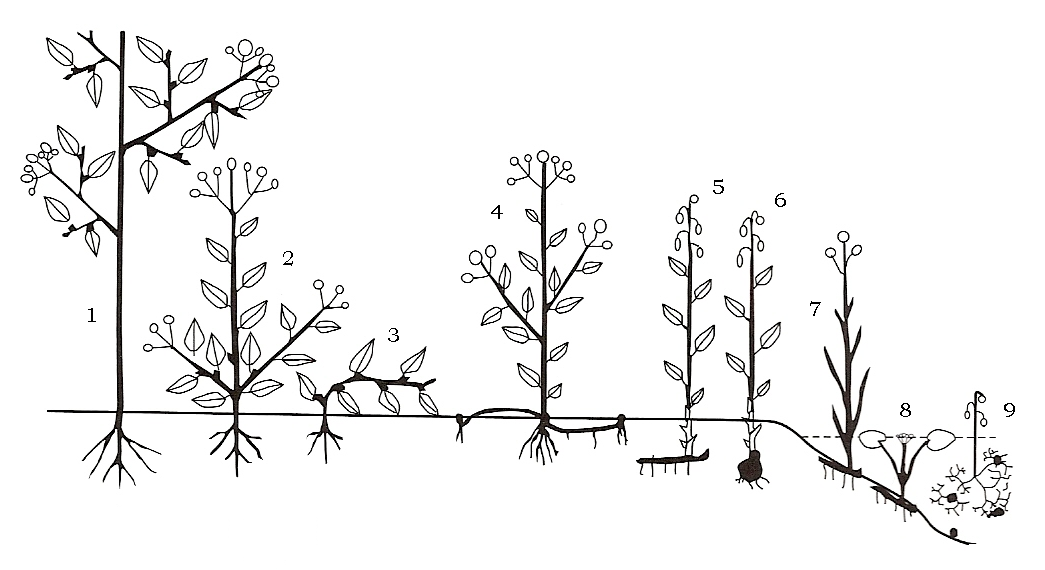
Formes vitals de Raunkiær:
1. Faneròfits.
2-3. Camèfits.
4. Hemicriptòfits.
5-6. Geòfits (criptòfits).
7. Helòfits.
8-9. Hidròfits.
Teròfits (plantes anuals que sobreviuen per les llavors) no es mostra

Signatura abreujada com a botànic:Raunk.

## Obres científiques de C. Raunkiær
- Raunkiær, C. (1887) Frøskallens Bygning og Udviklingshistorie hos Geraniaceerne. Botanisk Tidsskrift 16, 152-167.
- Raunkiær, C. (1888-89) Myxomycetes Daniae eller Danmarks Slimsvampe. Botanisk Tidsskrift 17, 20-105	Description in English of some new and of some unsatisfactorily known species of Myxomycetes described in the preceding treatise. Botanisk Tidsskrift 17, 106-110.
- Raunkiær, C. (1889) Notes on the vegetation of the North-Frisian Islands and a contribution to an eventual flora of these islands. Botanisk Tidsskrift 17, 179-196.
- Raunkiær, C. (1893) Vegetationsorganernes Morphologi og Biologi hos de danske Cyperaceer - Bestøvning og Frugtsaetning hos de danske Cyperaceer. Botanisk Tidsskrift 18, 19-23.
- Raunkiær, C. (1895) De danske Blomsterplanters Naturhistorie. l. Enkimbladede. Gyldendalske Boghandels Forlag, København.
- Raunkiær, C. (1901) Om Papildannelsen hos Aira caespitosa. Botanisk Tidsskrift 24, 223-238.
- Raunkiær, C. (1902) Statistisk Undersøgelse over Forholdet mellem Han- og Hunrakler hos vore Alnus-arter. Botanisk Tidsskrift 24, 289-296.
- Raunkiær, C. (1903) Anatomical Potamogeton-Studies and Potamogeton fluitans. Botanisk Tidsskrift 25, 253-280.
- Ostenfeld, C.H. & Raunkiær, C. (1903) Kastreringsforsøg med Hieracium og andre Cichorieae [Eng. summ.]. Botanisk Tidsskrift 25, 409-413.
- Raunkiær, C. (1904) Comment les plantes géophytes à rhizomes apprécient la profondeur où se trouvent placés leurs rhizomes. Oversigt over Det Kongelige Danske Videnskabernes Selskabs Forhandlinger, 1904, 330-349.
- Raunkiær, C. (1904) Om biologiske Typer, med Hensyn til Planternes Tilpasninger til at overleve ugunstige Aarstider. Botanisk Tidsskrift 26, XIV. Ch. 1 in Raunkiær (1934): Biological types with reference to the adaption of plants to survive the unfavourable season, p. 1.
- Raunkiær, C. (1905) Types biologiques pour la géographie botanique. Oversigt over Det Kongelige Danske Videnskabernes Selskabs Forhandlinger, 1905, 347-438.
- Raunkiær, C. (1905) Om Talforholdene mellem Kønnene hos tvebo Planter og om Talforholdet mellem hanlige og hunlige individer i Afkommet af Hunplanter og tvekønnede Planter hos Gynodiøcister. Botanisk Tidsskrift 26, 86-88.
- Raunkiær, C. (1906) Edderkopper og blomsterbesøgende Insekter. Botanisk Tidsskrift 27, 313-316.
- Raunkiær, C. (1906) Sur la transmission par hérédité dans les espèces hétéromorphes. Oversigt over Det Kongelige Danske Videnskabernes Selskabs Forhandlinger, 1906, 31-39.
- Raunkiær, C. (1907) Planterigets Livsformer og deres Betydning for Geografien. Gyldendalske Boghandel - Nordisk Forlag, København and Kristiania. 132 pp. Ch. 2 in Raunkiær (1934): The life-forms of plants and their bearings on geography, p. 2-104.
- Raunkiær, C. (1907) Om Livsformen hos Tussilago farfarus. Et lille Bidrag til Følfodens Naturhistorie. Botanisk Tidsskrift 28, 210. Ch. 3 in Raunkiær (1934): The life-form of Tussilago farfarus, p. 105-110.
- Raunkiær, C. (1908) Livsformernes Statistik som Grundlag for biologisk Plantegeografi. Botanisk Tidsskrift 29, 42-43. German translation: Statistik der Lebensformen als Grundlage für die biologische Pflanzengeographie. Beiheft zum Bot. Centralbl., 27 (2), 171-206 (1910). Ch. 4 in Raunkiær (1924): The statistics of life-forms as a basis for biological plant geography, p. 111-147.
- Raunkiær, C. (1908) Fungi from the Danish West Indies collected 1905-1906. Botanisk Tidsskrift 29, 1-3.
- Raunkiær, C. (1909) Livsformen hos Planter paa ny Jord. Kongelige Danske Videnskabernes Selskabs Skrifter - Naturvidenskabelig og Mathematisk Afdeling, 7.Rk., 8, 1-70. Ch. 5 in Raunkiær (1934): The life-forms of plants on new soil, p. 148-200.
- Raunkiær, C. (1909a) Formationsundersøgelse og Formationsstatistik. Botanisk Tidsskrift 30, 20-132. Ch. 6 in Raunkiær (1934): Investigations and statistics of plant formations, p. 201-282.
- Raunkiær, C. (1911) Det arktiske og antarktiske Chamaefyteklima. In: Biologiske Arbejder tilegnede Eug. Warming paa hans 70 Aars Fødselsdag den 3. Nov. 1911. Kjøbenhavn. Ch. 7 in Raunkiær (1934): The Arctic and Antarctic chamaephyte climate, p. 283-302.
- Raunkiær, C. (1912) Measuring-apparatus for statistical investigations of plant-formations. Botanisk Tidsskrift 33, 45-48.
- Raunkiær, C. (1913) Formationsstatistiske Undersøgelser paa Skagens Odde. Botanisk Tidsskrift 33, 197-243. Ch. 8 in Raunkiær (1934): Statistical investigations of the plant formations of Skagens Odde (The Skaw), p. 303-342.
- Raunkiær, C. (1914) Sur la végétation des alluvions méditerranéennes françaises. Mindeskrift i Anledning af Hundredeaaret for Japetus Steenstrups Fødsel (eds H. F. E. Jungersen & E. Warming), pp. 1-33. København. Ch. 9 in Raunkiær (1934): On the vegetation of the French mediterranean alluvia, p. 343-367.
- Raunkiær, C. (1916) Om Bladstørrelsens Anvendelse i den biologiske Plantegeografi. Botanisk Tidsskrift 34, 1-13. Ch. 10 in Raunkiær (1934): The use of leaf size in biological plant geography, p. 368-378
- Raunkiær, C. (1916) Om Valensmetoden. Botanisk Tidsskrift 34, 289-311.
- Raunkiær, C. (1918) Om Løvspringstiden hos Afkommet af Bøge med forskellig Løvspringstid [Eng. summ.: On leaftime in the descendants from beeches with different leaftimes]. Botanisk Tidsskrift 36, 197-203.
- Raunkiær, C. (1918) Recherches statistiques sur les formations végétales. Biologiske Meddelelser / Kongelige Danske Videnskabernes Selskab, 1 (3), 1-80. Ch 11 in Raunkiær (1934): Statistical researches on plant formations, p. 379-424.
- Raunkiær, C. (1918) Über das biologische Normalspektrum. Biologiske Meddelelser / Kongelige Danske Videnskabernes Selskab, 1 (4), 1-17. Ch. 12 in Raunkiær (1934): On the biological normal spectrum, p. 425-434.
- Raunkiær, C. (1918) Über die verhältnismässige Anzahl männlicher und weiblicher Individuen bei Rumex thyrsiflorus Fingerh. Biologiske Meddelelser / Kongelige Danske Videnskabernes Selskab, 1 (7), 1-17.
- Børgesen, F. & Raunkiær, C. (1918) Mosses and Lichens collected in the former Danish West Indies. Dansk Botanisk Arkiv 2 (9): 1-18.
- Raunkiær, C. (1919) Über Homodromie und Antidromie insbesondere bei Gramineen. Biologiske Meddelelser / Kongelige Danske Videnskabernes Selskab, 1 (12), 1-22.
- Raunkiær, C. (1920) Egern, Mus, og Grankogler. En naturhistorisk Studie. Biologiske Meddelelser / Kongelige Danske Videnskabernes Selskab, 2 (4), 1-90.
- Raunkiær, C. (1920) Om Kryptogamernes Betydning for Karakteriseringen af Planteklimaterne. Botanisk Tidsskrift 37, 151-158. Ch. 13 in Raunkiær (1934): On the significance of Cryptogams for characterizing Plant climates, p. 435-442.
- Raunkiær, C. (1922) Forskellige Vegetationstypers forskellige Indflydelse paa Jordbundens Surhedsgrad (Brintionkoncentration). Biologiske Meddelelser / Kongelige Danske Videnskabernes Selskab, 3 (10), 1-74. Ch. 14 in Raunkiær (1934): The different influence exercised by various types of vegetation on the degree of acidity (Hydrogen-ion concentration), p. 443-487.
- Raunkiær, C. (1926) Nitratindholdet hos Anemone nemorosa paa forskellige Standpladser. Biologiske Meddelelser / Kongelige Danske Videnskabernes Selskab, 5 (5), 1-47. Ch. 15 in Raunkiær (1934): The Nitrate content of Anemone nemorosa growing in various localities, p. 488-516.
- Raunkiær, C. (1926) Om danske Agropyrum-Arter. (Isoreagent-Studier II). Botanisk Tidsskrift 39, 329-347.
- Raunkiær, C. (1926) Vegetationen paa Maglehøj (vest for Arresø) og lidt om vore Kaempehøjes Flora i det hele taget. Botanisk Tidsskrift 39, 348-356.
- Raunkiær, C. (1928) Dominansareal, Artstaethed og Formationsdominanter. Biologiske Meddelelser / Kongelige Danske Videnskabernes Selskab, 7 (1), 1-47. Ch 16 in Raunkiær (1934): The area of dominance, species density, and formation dominants, p. 517-546.
- Raunkiær, C. (1928) Myxomycetes from the West Indian Islands St. Croix, St. Thomas and St. Jan. Dansk Botanisk Arkiv 5 (16), 1-9.
- Raunkiær, C. (1930) Variation hos Tussilago farfarus L. Botanisk Tidsskrift 41, 257-258.
- Raunkiær, C. (1934) Om de danske Arter af Stellaria media-Gruppen. Botaniske Studier, 1. haefte (ed C. Raunkiær), pp. 3-30. J.H. Schultz Forlag, København.
- Raunkiær, C. (1934) The Life Forms of Plants and Statistical Plant Geography. Introduction by A.G. Tansley. Oxford University Press, Oxford. 632 pp. Collection of 16 of Raunkiær's publications plus one new.
- Raunkiær, C. (1934) Botanical studies in the Mediterranean region. Ch. 17 in The Life Forms of Plants and Statistical Plant Geography, pp. 547-620.
- Raunkiær, C. (1935) The vegetation of the sand dunes north of Sousse. Botaniske Studier, 3. haefte (ed C. Raunkiær), pp. 244-248. J.H. Schultz Forlag, København.
- Raunkiær, C. (1936) The life-form spectrum of some Atlantic islands. Botaniske Studier, 4. haefte (ed C. Raunkiær), pp. 249-328. J.H. Schultz Forlag, København.
- Raunkiær, C. (1937) Artstal, Artstaethed og Praedominanter i danske Plantesamfund. Botaniske Studier, 5. haefte (ed C. Raunkiær), pp. 357-382. J.H. Schultz Forlag, København.
- Raunkiær, C. (1937) Hudcellepapiller hos Carex arenaria. Botaniske Studier, 5. haefte (ed C. Raunkiær), pp. 329-336. J.H. Schultz Forlag, København.
- Raunkiær, C. (1937) Life-form, genus area, and number of species. Botaniske Studier, 5. haefte (ed C. Raunkiær), pp. 343-356. J.H. Schultz Forlag, København.
- Raunkiær, C. (1937) Plantago intermedia og Plantago major. Botaniske Studier, 5. haefte (ed C. Raunkiær), pp. 337-342. J.H. Schultz Forlag, København.

## Obres sobre C. Raunkiær
- Fuller, G.D. (1935) Raunkiaer's ecological papers. Ecology 16: 111-113.
- Smith, W.G. (1913) Raunkiaer's "life-forms" and statistical methods. Journal of Ecology 1, 16-26.
- Biography by O.G. Petersen in: Dansk Biografisk Lexikon, 1st edn 1887-1905 (ed. Carl Frederik Bricka)

- Biography by Carl Christensen in: Dansk Biografisk Leksikon, 3rd edn 1979-1984 (ed. Svend Cedergreen Bech).